# Ишмаметьев, Алексей Викторович
Алексей Викторович Ишмаметьев (17 июня 1988, Магнитогорск) — российский и казахстанский хоккеист, защитник.

## Карьера
Воспитанник магнитогорского хоккея. Начал профессиональную карьеру в 2007 году в составе балашихинского ХК МВД, выступая до этого за его фарм-клуб, а также вторую команду магнитогорского «Металлурга». Следующий сезон провёл сразу в трёх клубах Высшей лиги: ХК «Дмитров», орском «Южном Урале» и альметьевском «Нефтянике». В сезоне 2009/10 Ишмаметьев выступал в составе клуба Молодёжной хоккейной лиги «Стальные лисы», с которым стал обладателем первого в истории Кубка Харламова, набрав 26 (10+16) очков в 68 проведённых матчах.
После этого получил предложение от астанинского «Барыса», с которым 22 июля 2011 года подписал пробный контракт. Большую часть своего дебютного сезона в Астане Ишмаметьев провёл в фарм-клубе «Барыса», с которым стал серебряным призёром чемпионата Казахстана.

## Достижения
- Обладатель Кубка Харламова 2010.
- Серебряный призёр чемпионата Казахстана 2011.
- Серебряный призёр Универсиады - 2013, 2015.

## Статистика выступлений
Последнее обновление: 13 марта 2014 года
|                 |                 |                      | Регулярный сезон | Регулярный сезон | Регулярный сезон | Регулярный сезон | Регулярный сезон | Регулярный сезон | Плей-офф | Плей-офф | Плей-офф | Плей-офф | Плей-офф | Плей-офф |
| Сезон           | Команда         | Лига                 | Игр              | Г                | П                | Очк              | +/-              | Штр              | Игр      | Г        | П        | Очк      | +/-      | Штр      |
| --------------- | --------------- | -------------------- | ---------------- | ---------------- | ---------------- | ---------------- | ---------------- | ---------------- | -------- | -------- | -------- | -------- | -------- | -------- |
| 2004/05         | Металлург Мг-2  | Первая лига          | 25               | 0                | 3                | 3                | --               | 12               | —        | —        | —        | —        | —        | —        |
| 2005/06         | Металлург Мг-2  | Первая лига          | 49               | 3                | 10               | 13               | --               | 101              | —        | —        | —        | —        | —        | —        |
| 2006/07         | Металлург Мг-2  | Первая лига          | 27               | 6                | 11               | 17               | --               | 80               | —        | —        | —        | —        | —        | —        |
| 2007/08         | ХК МВД-2        | Первая лига          | 10               | 3                | 4                | 7                | --               | 4                | —        | —        | —        | —        | —        | —        |
| 2007/08         | ХК МВД          | Суперлига            | 9                | 0                | 0                | 0                | -3               | 2                | —        | —        | —        | —        | —        | —        |
| 2008/09         | ХК Дмитров      | Высшая лига          | 8                | 2                | 0                | 2                | +4               | 6                | —        | —        | —        | —        | —        | —        |
| 2008/09         | Южный Урал      | Высшая лига          | 18               | 2                | 1                | 3                | +5               | 12               | —        | —        | —        | —        | —        | —        |
| 2008/09         | Нефтяник Ак     | Высшая лига          | 7                | 0                | 0                | 0                | +3               | 2                | 3        | 0        | 0        | 0        | --       | 4        |
| 2009/10         | Стальные Лисы   | МХЛ                  | 53               | 6                | 13               | 19               | +31              | 121              | 15       | 4        | 3        | 7        | +8       | 18       |
| 2010/11         | Барыс-2         | Чемпионат Казахстана | 33               | 6                | 7                | 13               | +18              | 28               | 15       | 1        | 3        | 4        | -7       | 22       |
| 2010/11         | Барыс           | КХЛ                  | 12               | 0                | 3                | 3                | -6               | 8                | —        | —        | —        | —        | —        | —        |
| 2011/12         | Барыс-2         | Чемпионат Казахстана | 1                | 0                | 0                | 0                | +1               | 0                | —        | —        | —        | —        | —        | —        |
| 2011/12         | Барыс           | КХЛ                  | 2                | 0                | 0                | 0                | +2               | 0                | —        | —        | —        | —        | —        | —        |
| Всего в КХЛ     | Всего в КХЛ     | Всего в КХЛ          | 14               | 0                | 3                | 3                | -4               | 8                | —        | —        | —        | —        | —        | —        |
| Всего в карьере | Всего в карьере | Всего в карьере      | 254              | 28               | 52               | 80               | +55              | 376              | 33       | 5        | 6        | 11       | +1       | 44       |